# Rozivka (oblast de Zaporijjia)
Rozivka (ukrainien : Розівка, russe : Розовка, Rozovka) est une commune urbaine de l'oblast de Zaporijjia, en Ukraine. Elle compte 3 022 habitants en 2021

## Histoire
Un village de colons allemands est fondé à cet endroit en 1788, sous le nom de « colonie allemande n° 7 Rosenberg » avec l'attribution de 1 456 déciatines de terres. Les colons proviennent surtout de la province de Prusse-Orientale, des environs de Dantzig, de Marienbourg et d'Elbing et sont de confession luthérienne. Une deuxième vague arrive dans les années 1818-1824 dont certains d'autres colonies allemandes des environs de Marioupol. Les premiers colons portent les noms d'Abermit, Bechtold (de Grünau), Belz, Bersuch (de Reichenberg), Bittner (de Neuhof), Bohr, Brecht, Buchenmüller, Derksen, Drefke, Eichmann, Enz, Färber, Friedler, Frey (de Darmstadt), Gabriel (de Kronsdorf), Gänzel, Gildisch, Habenicht, Haller (de Ludwigstahl), Hark (de Wasserau), Hoffmann, Horn, Huber, Jungus, Karsten (de Tiegenort), Kiebke, Kolbe, Krause, Kupfer, Lepecha, Mock, Neufeld, Oberdorfer, Pelz, Rabe, Radke, Reichert (de Tiegenort), Reimer, Richter, Werder, Schmidt, Schwoll, Sukowsky, Tabert (de Kirschwald), Westhaus, Wulfert (de Rosengart), Zehner, Zeping.
En 1898, dans le cadre de la russification des toponymes, le village prend le nom de Rozovka (de roza: rose). En 1912, on compte une cinquantaine d'élèves scolarisés en quatre classes. Après la révolution d'Octobre, la région est le théâtre de troubles, et vers 1919 la surface cultivée attribuée au village tombe à 945 déciatines. Il fait alors partie du raïon allemand de Luxemburg (nommé d'après Rosa Luxemburg) dont il est le chef-lieu administratif et en 1923 il entre dans l'okroug de Marioupol. Un soviet rural y fonctionne à partir de 1926. Rozovka fait partie de l'oblast de Dniepropetrovsk à partir de 1932. Il reçoit le statut de village de type urbain en 1938.
En 1939, Rozovka entre dans l'oblast de Zaporojié (aujourd'hui de Zaporijjia) et le raïon allemand de Luxemburg est supprimé. L'endroit est occupé par l'armée du Troisième Reich du 10 octobre 1941 à l'automne 1943. La majorité de la population d'origine allemande du village est déportée par Staline en Asie centrale en 1939. Une usine de produits laitiers y fonctionne en 1955, ainsi qu'une usine de produits céréaliers, trois écoles primaires, deux écoles moyennes, une maison de la culture, un cinéma et deux bibliothèques.
En 1974, l'économie est assurée par l'usine Metallobyt («Металлобыт») spécialisée dans les produits métalliques, notamment ménagers, quelques entreprises agroalimentaires. Le village possède aussi un petit musée historique local. S'y ajoutent dans les années 1980 des entreprises de produits de construction, de machineries agricoles, un combinat de produits utilitaires, et on ouvre une école de musique, une polyclinique, un dispensaire, un deuxième cinéma et un institut scientifique agricole spécialisé dans la culture du maïs.
Rozivka devient le centre administratif du raïon du même nom nouvellement créé le même jour 26 juin 1992. Son sovkhoze est démantelé en avril 2007 et transféré à l'académie ukrainienne des sciences agraires. Rozivka est prise par les forces de la Russie en mars 2022 après l'invasion de l'Ukraine par la Russie.

## Lieux d'intérêt

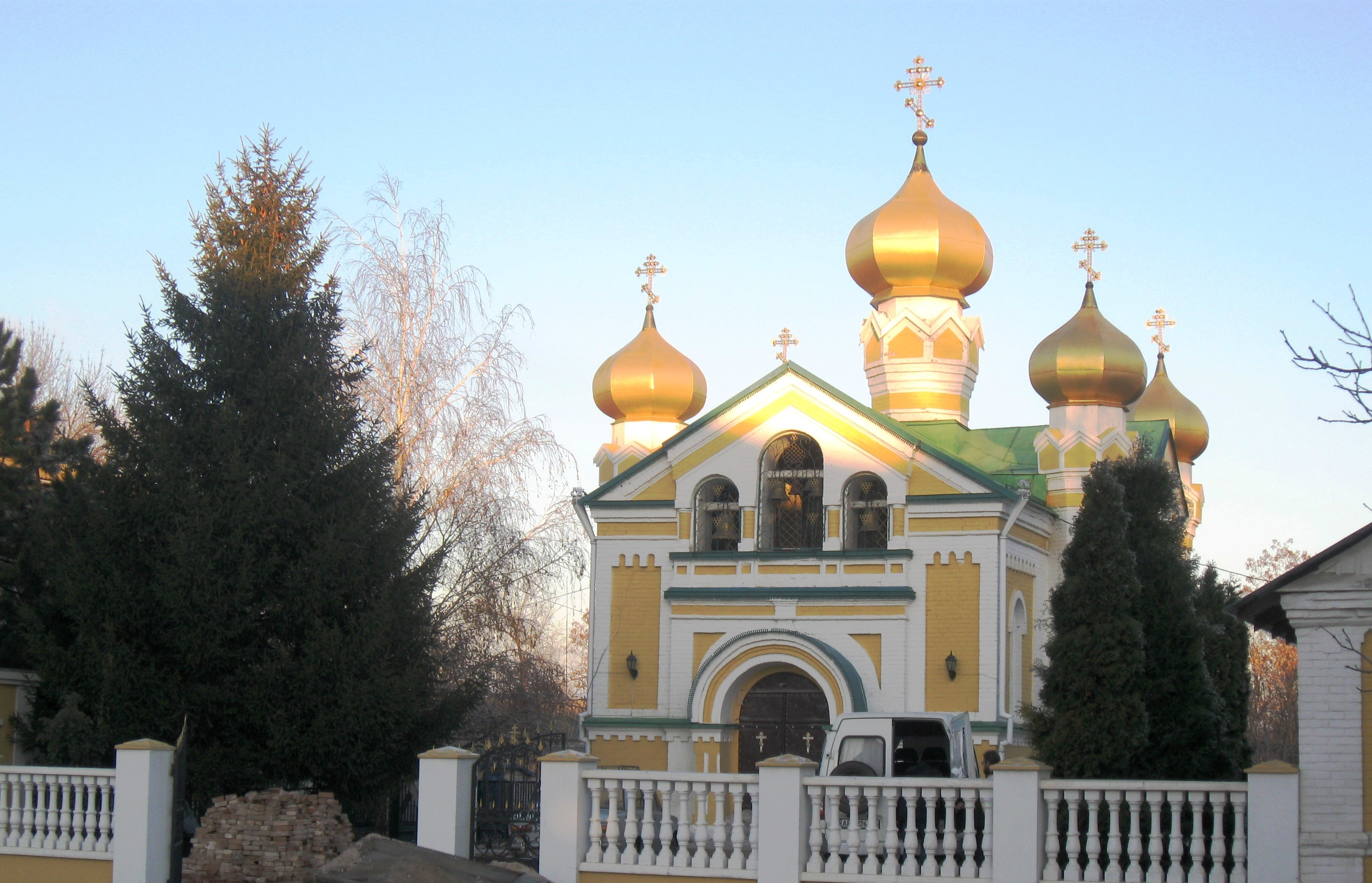
Eglise Saint-Alexandre-Nevski, classée[10].
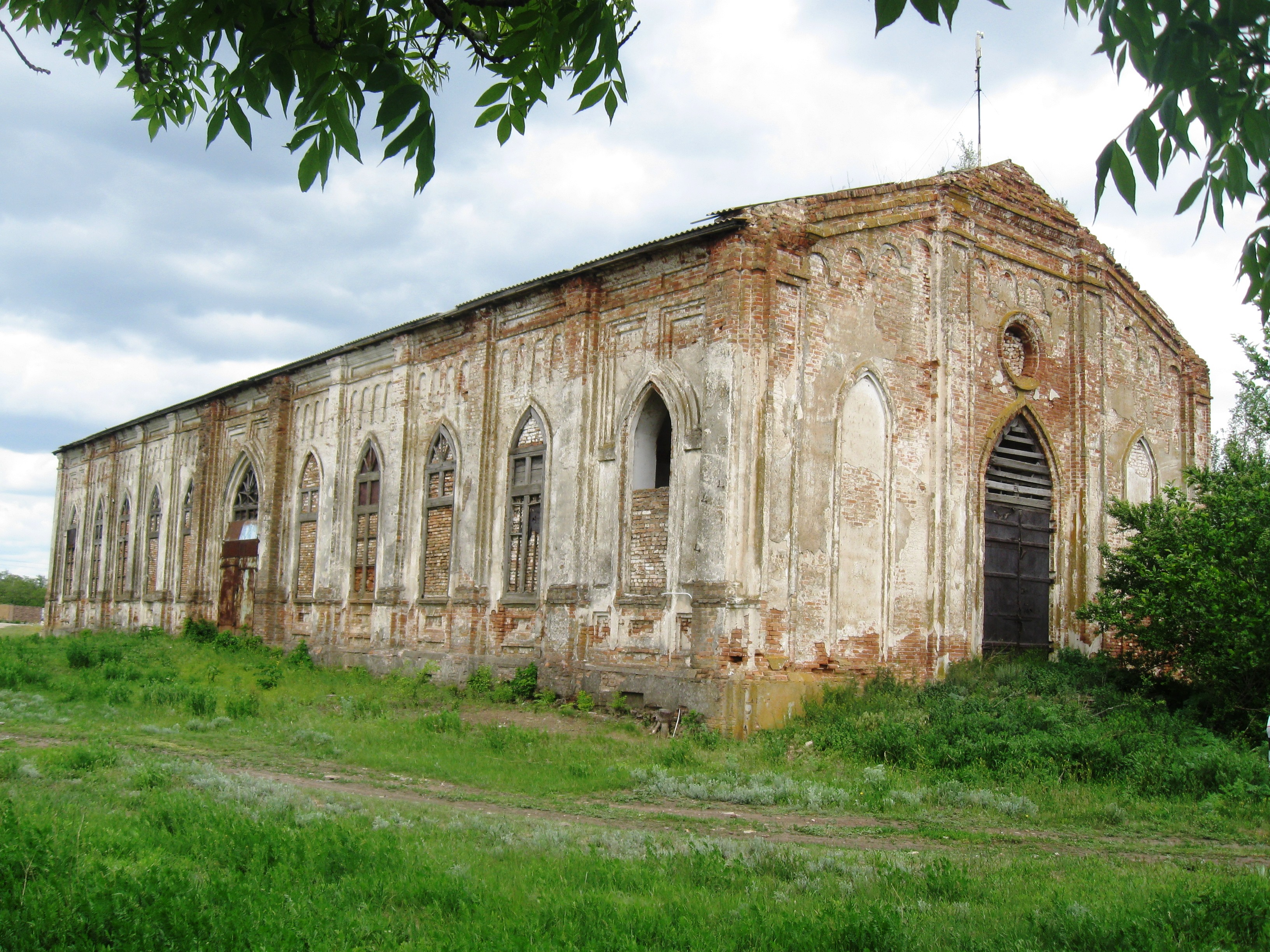
Eglise de Sviatrotoitske, classée[11].
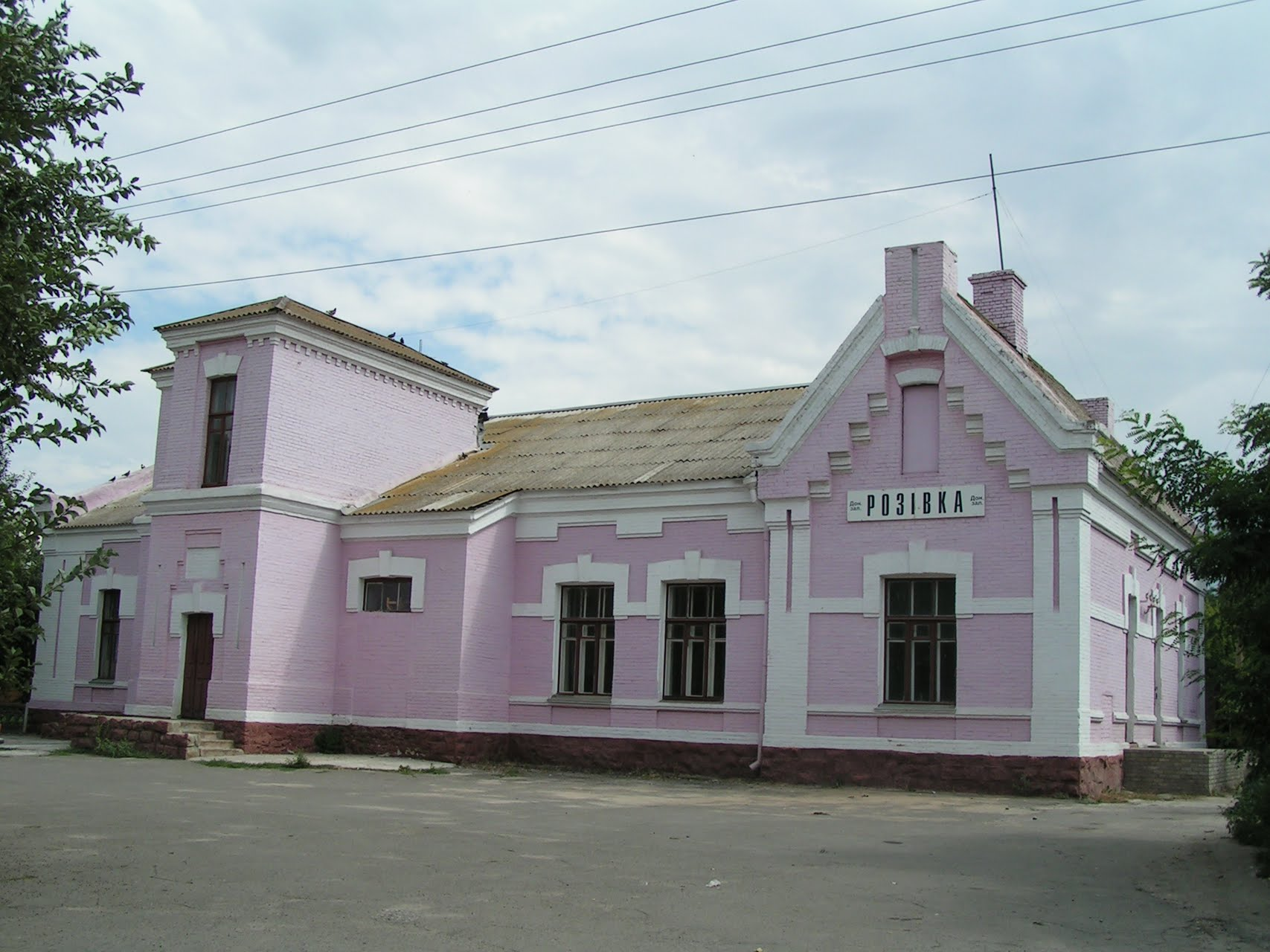
Gare de chemin de fer sur la ligne Volnovakha-Donetsk, classée[12].
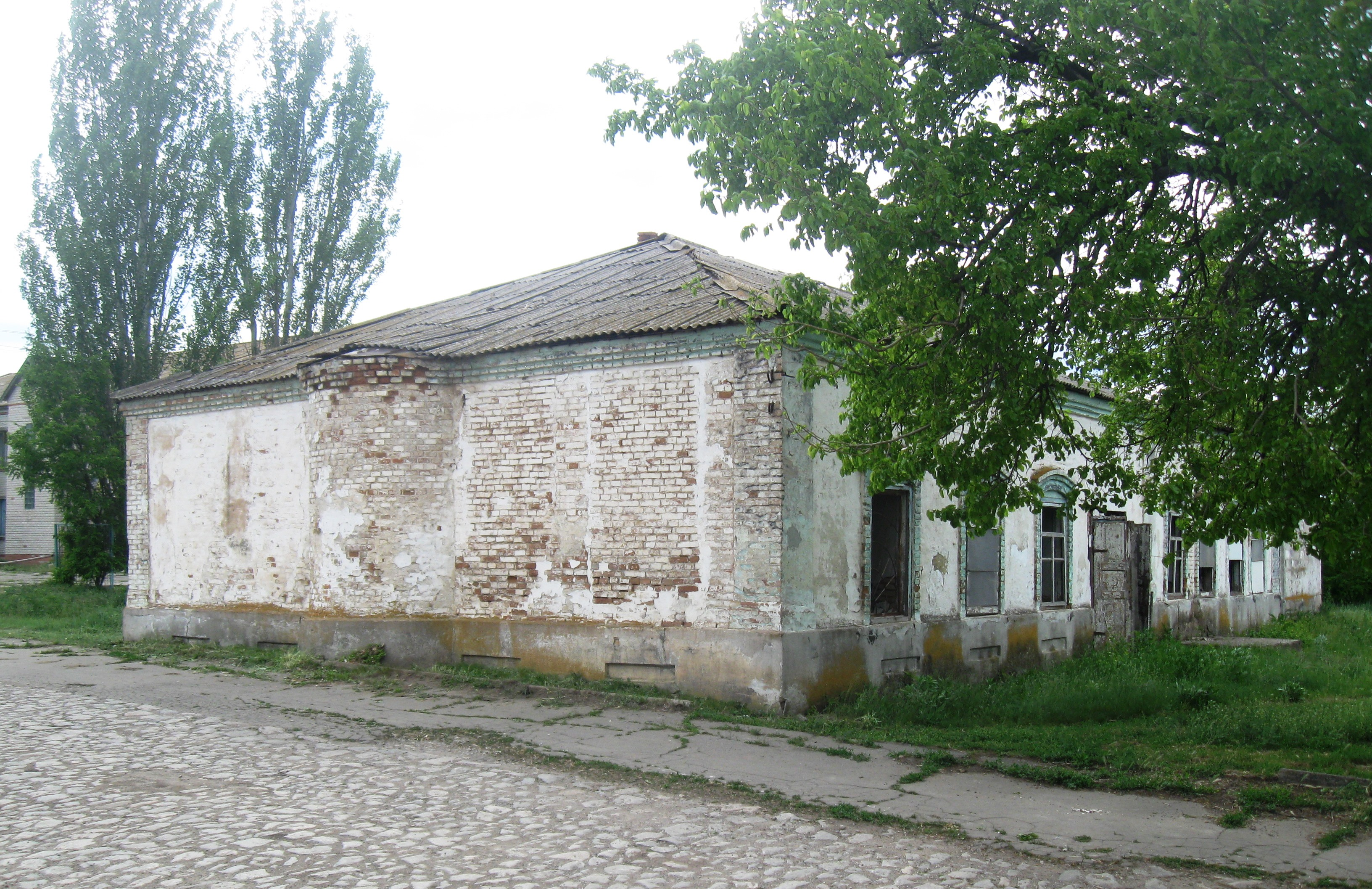
Synagogue de Zelenopil, classée[13].

## Population
| Années     | 1858 | 1859 | 1885 | 1897 | 1905 | 1908 | 1910 | 1911 |
| ---------- | ---- | ---- | ---- | ---- | ---- | ---- | ---- | ---- |
| Population | 512  | 513  | 691  | 339  | 308  | 330  | 422  | 427  |
| Années     | 1918 | 1919 | 1922 | 1989 | 2001 | 2010 | 2013 | 2016 |
| Population | 432  | 397  | 393  | 4871 | 4359 | 4103 | 3408 | 3285 |